# Age of Mythology
Age of Mythology (Tijdperk van Mythologie) is een Engelstalig computerspel, een onderdeel van de reeks spellen uitgebracht onder de naam Age of Empires. Age of Mythology is een real-time strategy-spel, waarbij de speler kan kiezen uit drie (vier met uitbreidingsset) oude beschavingen. Het spel is ontwikkeld door Ensemble Studios en op de markt gebracht door Microsoft. Het spel is beschikbaar voor Windows en Mac.
In het voorjaar van 2014 werd Age of Mythology: Extended Edition uitgebracht, een herwerkte HD-versie van het originele spel en het bijhorende uitbreidingspakket, The Titans, voor Steam. In januari 2016 komt een nieuw uitbreidingspakket uit voor deze HD-versie, genaamd Age of Mythology: Tale of the Dragon.

## Gameplay
Het doel van het spel is om met hulp van de goden een zo sterk mogelijke beschaving op te bouwen, om zo eventueel de vijand uiteindelijk te verslaan. Er zijn verschillende manieren om een overwinning te behalen; zo kan een speler alle vijandige gebouwen en eenheden uitschakelen, maar ook een wonder bouwen. Deze Wonders lijken soms op een van de Zeven Wereldwonderen.
Verschillende beschavingen kunnen, mits de mogelijkheid hiertoe bij de aanvang van een partij is ingesteld, allianties met elkaar aangaan, om zich tegen de gemeenschappelijke vijand te versterken. Als deze mogelijkheid niet is ingesteld, zullen de teams hetzelfde blijven tot het einde van het spel. Iedere speler start met één dorpscentrum (town center), waaromheen hij zijn beschaving moet opbouwen, met huizen, smederijen, enzovoort. Om dit alles te kunnen financieren moeten de dorpelingen de grondstoffen (resources) goud, hout en vlees verzamelen van de aanwezige hulpbronnen, zoals bossen en goudmijnen. Ook is er de grondstof (resource) favor. Dit is de goede wil van de goden, die de speler de mogelijkheid geeft tot bijvoorbeeld het rekruteren van mythologische wezens in zijn leger. De manier waarop deze laatste, onwerkelijke grondstof wordt verzameld hangt af van de beschaving die de speler heeft gekozen.
Er zijn een aantal tijdperken (ages), waar een speler zijn beschaving in opbouwt. Ieder tijdperk maakt nieuwe ontwikkelingen mogelijk om betere soldaten, wapens of gebouwen in te zetten. In ieder tijdperk kan de speler kiezen uit twee goden. De goden kunnen goddelijke krachten sturen of andere mythologische wezens naar de speler zijn rijk/tempel sturen. Met de uitbreidingsset Age of Mythology: The Titans is er naast de Griekse, Noorse en Egyptische beschaving een vierde beschaving beschikbaar, de Atlantische beschaving. Hiermee kun je ook een poort bouwen naar Erebus, waardoor een titaan naar het oppervlak komt die aan de speler zijn/haar kant staat. Per keer dat je het spel speelt kun je één titaan oproepen en de tegenstander ook één.

## Grondstoffen (Resources)
Er zijn 3 soorten grondstoffen te verdienen, namelijk Food (voedsel), Wood (hout) en Gold (goud). Deze moet je allemaal op een verschillende manier zien te verschaffen. Om deze grondstoffen te kunnen verschaffen heb je Villagers (Grieken), Laborers (Egyptenaren), Gatherers (Noren) of Citizens (Atlanteans van de uitbreiding Titans) nodig. Deze verzamelen dan grondstoffen die ze dan naar het Town Center kunnen brengen. Worden ze gedood voor ze de grondstoffen naar het Town Center kunnen brengen, verliest de speler ook de grondstoffen. Een speler krijgt de grondstoffen pas definitief als de Villagers, Laborers en Gatherers deze naar hun Town Center kunnen brengen. Voor de Citizens (atlanteans) gelden andere regels, zij hebben ezels bij zich waarin ze de grondstof stoppen, dit wordt direct bij je voorraad opgeteld. Citizens zijn veel duurder, maar verzamelen grondstoffen sneller waardoor je minder verzamelaars nodig hebt dan bij de andere goden.

### Voedsel (Food)
Voedsel wordt verzameld van vlees van dieren die de speler kan vinden op de kaart. De Villagers / Laborers / Gatherers / Citizens moeten dit dier dan doden. Er is een beperkte hoeveelheid vlees te vergaren per dier. Ook is het (al vanaf de Archaic Age) mogelijk om een dock te bouwen. Deze kunnen fishing ships (vissersboten) maken. Deze Fishing ships kunnen eveneens voedsel verzamelen. Dit doen ze door te vissen. Vanaf de Classical Age is het mogelijk voor een speler om farms te bouwen. De villagers, Laborers, Gatherers en Citizens kunnen hier ongelimiteerd voedsel verbouwen. Het is ook mogelijk om food te verzamelen door middel van 'berry bushes'. Dat zijn struiken waarvan je de bessen kunt plukken om zo voedsel te verzamelen.
De Grieken en Egyptenaren kunnen een Granary bouwen. Dit werkt net als een Town Center om je vlees in op te slaan.
- De Grieken hebben met de god Poseidon de mogelijkheid om de God Power Lure te gebruiken. Dit trekt dieren in de nabijheid aan, zodat de Villagers geen problemen hebben met het vinden van dieren.
- De Egyptenaren kunnen al vanaf de Archaic Age Farms bouwen.
- De Noren kunnen Ox Carts bouwen die overal naartoe kunnen lopen, deze kan dan dienen als een mobiele granary of storehouse.
- De Atlantianen (uitbreiding de titans) hebben citizens die overal op de map voedsel kunnen verzamelen zonder dat ze hiervoor speciale gebouwen nodig hebben.

### Hout (Wood)
Hout wordt verzameld van bomen die de speler op de kaart kan vinden. De Villagers / Laborers / Gatherers / Citizens kunnen hier hout van verzamelen. Bij elke boom staat aangegeven hoeveel hout de verzamelaars er vanaf kunnen halen.
- De Grieken kunnen een Storehouse bouwen. Dit werkt net als een Town Center om je hout in op te slaan. Het is ook mogelijk om er goud in op te slaan.
- De Egyptenaren kunnen een Lumber Camp bouwen. Dit werkt net als een Town Center om je hout in op te slaan.
- De Noren hebben hierbij hun mobiele Ox Carts weer.
- De Atlantianen stoppen ook het hout in de ezels, wat rechtstreeks naar je voorraad gaat.

### Goud (Gold)
Goud wordt verzameld van goudmijnen (Gold Mines). De Villagers / Laborers / Gatherers / Citizens kunnen hier goud uit hakken. Er is maar een bepaald aantal goud dat ze kunnen verzamelen van een mijn.
- De Grieken kunnen een Storehouse bouwen. Dit werkt net als een Town Center om je goud in op te slaan. Het is ook mogelijk om er hout in op te slaan.
- De Egyptenaren kunnen een Mining Camp bouwen. Dit werkt net als een Town Center om je goud in op te slaan.
- De Noren kunnen Dwarfs maken. Deze hakken sneller goud, maar verzamelen vlees en kappen hout trager. Verder zijn hier ook weer hun Ox Carts van toepassing.
- De Atlantianen verzamelen net als de andere grondstoffen ook het goud met hun ezels.

Alle beschavingen kunnen een Market (verplicht te bouwen om van de Heroic age naar de Mythic age te gaan) bouwen. Een Market kan een Caravan Donkey (Grieken), een Camel Caravan (Egyptenaren), een Ox Caravan (Noren) of een Llama Caravan (Atlanteans) maken. Laat deze tussen de speler zijn of haar Market en een Town Center lopen (De speler zijn of haar town center of eentje van de speler zijn of haar team, dat maakt niet uit) om goud te verdienen. Hoe langer de routes, hoe meer goud je verdient.

### Favor
Favor wordt door de 4 beschavingen op verschillende manieren verdiend.
- De Grieken bouwen een Tempel, waarbij ze moeten bidden. Als ze bidden, krijgen ze Favor. Hoe meer Villagers er bidden, hoe sneller ze Favor verdienen.
- De Egyptenaren bouwen standbeelden van hun goden. Hoe meer Standbeelden, hoe sneller Favor ze verdienen.
- De Noren verdienen Favor door te vechten. Als er iets is dat vecht, verdienen ze Favor. Hoe meer troepen er vechten, hoe sneller Favor ze verdienen. Titans kunnen geen Favor verdienen. Hersirs kunnen nog sneller favor verdienen.
- De Atlantianen krijgen hun Favor via alle town centers die ze bouwen. Hoe meer town centers hoe sneller hun Favor zal stijgen.

### De Noren
De Noren wijken wat af van de anderen. Bij de Grieken, de Egyptenaren en de Atlantianen is het zo dat Villagers, Laborers en Citizens kunnen verzamelen en kunnen bouwen. Bij de Noren kunnen alleen Gatherers en dwarfs verzamelen. Het is wel mogelijk op ze te upgraden naar een Ulfsark. Deze hebben meer aanvalspunten, kunnen bouwen, maar niet meer verzamelen. Je kunt een Ulfsark ook niet meer terug veranderen. Elke soort van infanterie bij de Noren kan bouwen.

## De Goden
De speler kiest aan het begin van het spel voor de Griekse, Egyptische, Noorse of (alleen met uitbreidingsset) de Atlantische beschaving. Iedere beschaving heeft drie oppergoden, en negen goden, waaruit de speler in het loop van het spel moet kiezen. Iedere god zorgt voor specifieke bonussen en krachten (god powers). Ook kunnen mythologische figuren die corresponderen met de gekozen goden oproepen, zoals de Minotaurus of de Lampades. Om deze schepsels op te roepen, en om andere verbeteringen aan gebouwen of soldaten door te voeren, moet de speler favor (gunst) krijgen van zijn of haar gekozen oppergod. De oppergoden en mindere goden per beschaving zijn:

### De Grieken
- Zeus
- Hades
- Poseidon
  - Hermes
  - Athena
  - Ares
  - Dionysos
  - Apollo
  - Aphrodite
  - Hera
  - Hephaistos
  - Artemis

### De Egyptenaren
- Ra
- Seth
- Isis
  - Sekhmet
  - Hathor
  - Nephthys
  - Ptah
  - Anubis
  - Bast
  - Osiris
  - Thoth
  - Horus

### De Noormannen
- Odin
- Thor
- Loki
  - Freya
  - Forseti
  - Heimdall
  - Skadi
  - Njord
  - Bragi
  - Týr
  - Hel
  - Baldr

### De Atlantianen
- Kronos
- Gaia
- Ouranos
  - Leto
  - Prometheus
  - Okeanos
  - Rheia
  - Hyperion
  - Theia
  - Atlas
  - Helios
  - Hekate

### De Chinezen
- Fu Xi
- Nü Wa
- Shennong
  - Sun Wukong
  - Huangdi
  - Chang'e
  - Zhong Kui
  - He Bo
  - Dabo Gong
  - Ao Kuang
  - Chongli
  - Xi Wangmu

## Muziek
De soundtrack van Age of Mytology werd op 22 oktober 2002 uitgebracht onder het label "Sumthing Else". De score werd geschreven door music director Stephen Rippy en artiest Kevin McMullan. Rippy noemde musici zoals Peter Gabriel, Tuatara, Bill Laswell, Talvin Singh en Tchad Blake als inspiratie voor de soundtrack. Het muzikale werk voor Age of Mythology was iets anders dan Rippy daarvoor had gedaan; een voorbeeld is "schrijven voor een zeventigdelig orkest en dan naar Washington vliegen om het op te nemen." Er worden een aantal simpele instrumenten gebruikt zoals een Ney-fluit, een tabla en een speelgoedpiano waarmee innovatieve analoge en gesynthetiseerde elektronische effecten worden gecreëerd.
De cd Age of Mythology: Original Soundtrack bestaat uit 17 instrumentale nummers en werd meegeleverd bij de Age of Mythology Collectors Edition.
| Age of Mythology: Original Soundtrack nummerlijst | Age of Mythology: Original Soundtrack nummerlijst    |
| ------------------------------------------------- | ---------------------------------------------------- |
| 1.                                                | A Cat Named Mittens (Main Title) (0:52)              |
| 2.                                                | Eat Your Potatoes (3:12)                             |
| 3.                                                | Chocolate Outline (3:24)                             |
| 4.                                                | Never Mind The Slacks And Bashers (3:24)             |
| 5.                                                | Suture Self (3:12)                                   |
| 6.                                                | Flavor Cats (In The Comfort Zone) (2:56)             |
| 7.                                                | Fine Layers Of Slaysenflite (2:59)                   |
| 8.                                                | Hoping For Real Betterness (3:04)                    |
| 9.                                                | Adult Swim (2:55)                                    |
| 10.                                               | The Ballad Of Ace LeBaron (2:58)                     |
| 11.                                               | In a Pile of Its Own Good (3:21)                     |
| 12.                                               | Behold The Great Science Fi (2:30)                   |
| 13.                                               | Have You Met Her Thunder (Trailer Soundtrack) (2:17) |
| 14.                                               | If You Could Use A Doorknob (Victory Theme) (1:05)   |
| 15.                                               | Ma'am...Some Other Sunset (Defeat Theme) (1:16)      |
| 16.                                               | Gary's Reserve (End Credits) (3:23)                  |
| 17.                                               | Eat Your Patatoes (quiet mix) (3:12)                 |

## Ontvangst
| Beoordeeld door                       | Jaar | Platform | Score |
| ------------------------------------- | ---- | -------- | ----- |
| GamerDad                              | 2005 | Windows  | 100%  |
| Gamesmania                            | 2002 | Windows  | 93%   |
| Looki                                 | 2002 | Windows  | 92%   |
| GBase - The Gamer's Base              | 2005 | Windows  | 90%   |
| Jeuxvideo.com                         | 2002 | Windows  | 90%   |
| ActionTrip                            | 2002 | Windows  | 83%   |
| Eurogamer.net (UK)                    | 2002 | Windows  | 80%   |
| FileFactory Games / Gameworld Network | 2002 | Windows  | 75%   |
| JeuxVideoPC.com                       | 2006 | Windows  | 75%   |
| Gamesdog                              | 2003 | Windows  | 70%   |

## Trivia
- Het spel is opgenomen in het boek 1001 Video Games You Must Play Before You Die van Tony Mott.